# Aeródromo de Pajacuarán
El Aeródromo de Venustiano Carranza (Código ICAO:MM1P - Código DGAC: PJC) es una pequeña pista de aterrizaje ubicada al norte de la tenencia de Cumuatillo en el municipio de Venustiano Carranza, Michoacán, México, erróneamente es llamado “Aeródromo de Pajacuarán” debido a su cercanía con el municipio, no obstante, se encuentra dentro del municipio de Venustiano Carranza, Michoacán.
El aeródromo cuenta con una pista de aterrizaje sin iluminación con orientación 07/25 de 1680 metros de largo y 24 metros de ancho, pero su desuso y falta de mantenimiento hacen que solo sean utilizables 1420 metros de la longitud total de la pista, pues ésta se encuentra inoperativa desde 2004 por lo que actualmente solo se utiliza en caso de emergencias.

## Accidentes e incidentes
- El 2 de mayo de 1992, un Learjet 35A con matrícula PT-OEF operado por la aerolínea Transamérica Taxi Aéreo y aparentemente procedente de Colombia se destruyó al intentar aterrizar en el Aeródromo de Venustiano Carranza, matando a los 2 tripulantes. La aeronave llevaba drogas.[3]